# Liên hoan phim Cannes 2017
Liên hoan phim Cannes thường niên lần thứ 70 diễn ra từ ngày 17 đến 28 tháng 5 năm 2017 tại Cannes, Pháp. Đạo diễn điện ảnh và nhà biên kịch người Tây Ban Nha Pedro Almodóvar là chủ tịch ban giám khảo cho liên hoan phim, còn nữ diễn viên người Ý Monica Bellucci chủ trì các lễ khai mạc và bế mạc. Ismael's Ghosts do đạo diễn người Pháp Arnaud Desplechin chỉ đạo là tác phẩm khai mạc sự kiện này.
Liên hoan phim còn chào mừng lễ kỉ niệm 70 năm. Vào cuối tháng 3 năm 2017, poster chính thức cho liên hoan phim đã được tiết lộ, với sự góp mặt của nữ diễn viên người Ý Claudia Cardinale. Bà cho biết, "Tôi rất vinh dự và tự hào vì được bay trên ngọn cờ cho liên hoan phim Cannes lần thứ 70 và vui mừng với lựa chọn tấm ảnh này. Đây là bức hình chính tôi ở liên hoan phim, ở một sự kiện làm chói sáng mọi thứ xung quanh... Lễ kỉ niệm vui vẻ!" Tuy nhiên, tấm áp phích của sự kiện đã gây tranh cãi khi có nhiều ý kiến cho rằng hình ảnh bắp đùi của Cardinale đã bị chỉnh sửa làm nhỏ đi. Danh hiệu Cành cọ vàng được trao cho bộ phim của Thụy Điển The Square do Ruben Östlund đạo diễn; đây cũng là tác phẩm chiếu trong đêm bế mạc liên hoan phim.

## Giám khảo

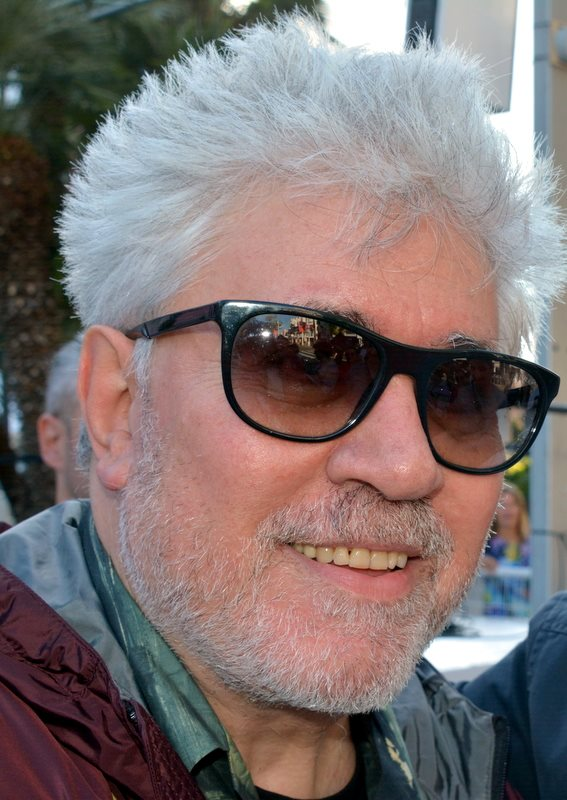
Pedro Almodóvar, chủ tịch ban giám khảo hạng mục Tranh cử chính

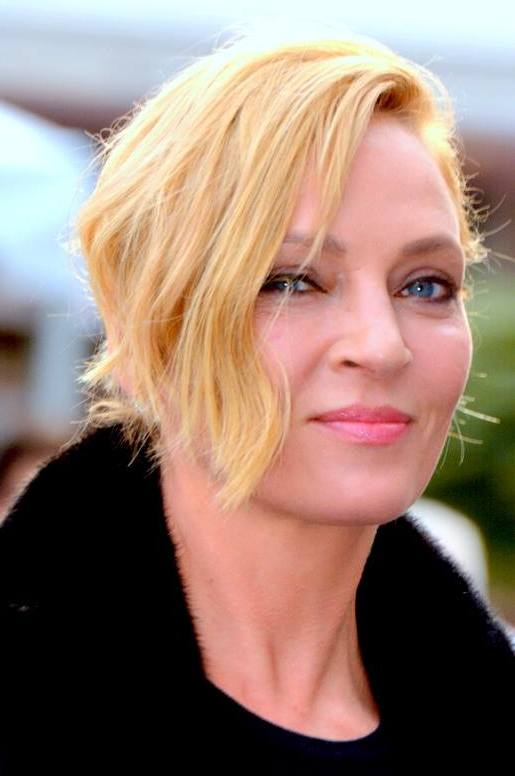
Uma Thurman, chủ tịch ban giám khảo hạng mục Un Certain Regard

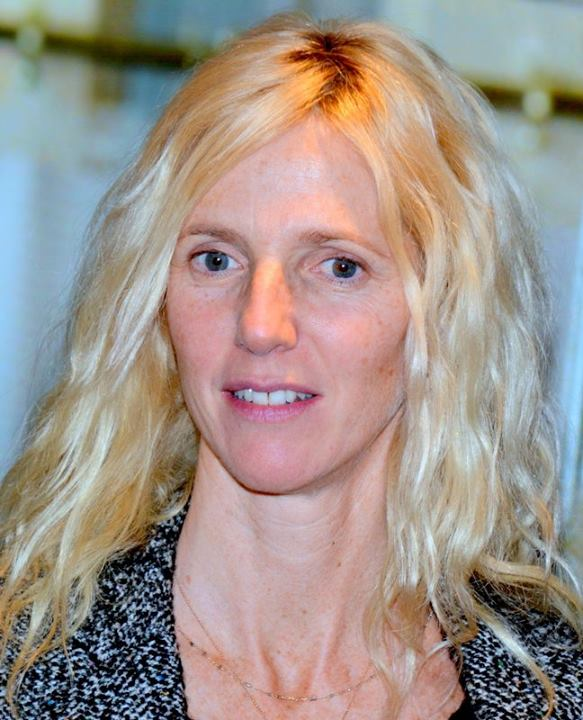
Sandrine Kiberlain, chủ tịch ban giám khảo hạng mục Caméra d'or

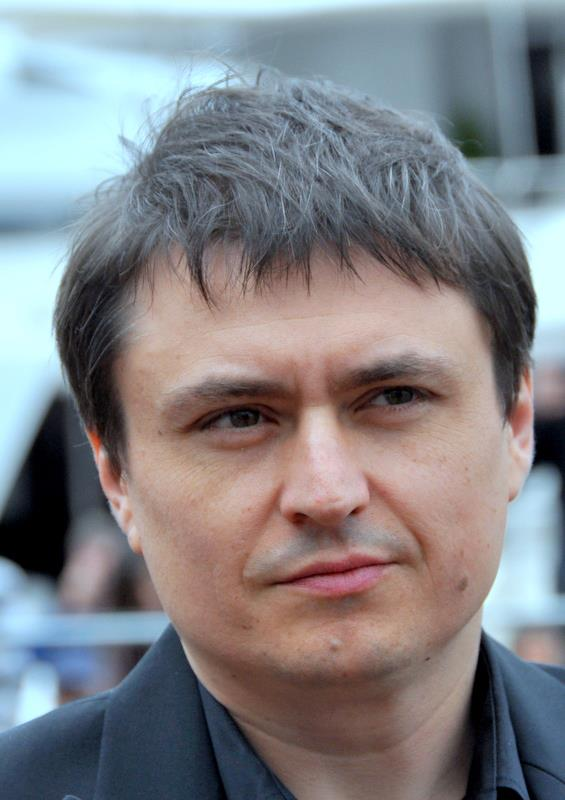
Cristian Mungiu, chủ tịch ban giám khảo hạng mục Cinéfondation và phim ngắn

### Tranh cử chính
- Pedro Almodóvar, đạo diễn và nhà biên kịch điện ảnh người Tây Ban Nha, chủ tịch ban giám khảo.[10]
- Maren Ade, đạo diễn điện ảnh người Đức
- Phạm Băng Băng, nữ diễn viên người Trung Quốc
- Park Chan-wook, đạo diễn điện ảnh người Hàn Quốc
- Jessica Chastain, nữ diễn viên và nhà sản xuất người Mỹ
- Agnès Jaoui, nữ diễn viên và đạo diễn điện ảnh người Pháp
- Will Smith, nam diễn viên và nhà sản xuất người Mỹ
- Paolo Sorrentino, đạo diễn điện ảnh người Ý
- Gabriel Yared, nhà soạn nhạc Pháp gốc Liban.

### Un Certain Regard
- Uma Thurman, nữ diễn viên người Mỹ, chủ tịch ban giám khảo[11]
- Mohamed Diab, đạo diễn điện ảnh người Ai Cập.
- Reda Kateb, nam diễn viên người Pháp
- Joachim Lafosse, đạo diễn điện ảnh người Bỉ
- Karel Och, nhà chỉ đạo nghệ thuật của liên hoan phim quốc tế Karlovy Vary

### Caméra d'or
- Sandrine Kiberlain, nữ diễn viên người Pháp, chủ tịch ban giám khảo[11]
- Patrick Blossier, nhà quay phim người người Pháp.
- Elodie Bouchez, nữ diễn viên người Pháp
- Guillaume Brac, đạo diễn điện ảnh người Pháp
- Thibault Carterot, Chủ tịch người Pháp của M141 Productions
- Fabien Gaffez, nhà phê bình điện ảnh người Pháp
- Michel Merkt, nhà sản xuất điện ảnh người Pháp

### Cinéfondation và phim ngắn
- Cristian Mungiu, đạo diễn điện ảnh người Hy Lạp Romania, chủ tịch ban giám khảo.[11]
- Clotilde Hesme, nữ diễn viên người Pháp
- Barry Jenkins, đạo diễn điện ảnh người Mỹ
- Eric Khoo, đạo diễn điện ảnh người Singapore
- Athina Rachel Tsangari, đạo diễn điện ảnh người Hy Lạp

### Giám khảo độc lập
Nespresso Grand Prize (Tuần của phê bình gia quốc tế)
- Kleber Mendonça Filho, đạo diễn điện ảnh người Brazil, chủ tịch ban giám khảo.[12]
- Diana Bustamante Escobar, nhà sản xuất điện ảnh người Colombia và chỉ đạo nghệ thuật của FICCI
- Eric Kohn, nhà phê bình điện ảnh người Mỹ
- Hania Mroué, chỉ đạo người Liban của Metropolis Cinema
- Niels Schneider, nam diễn viên người Pháp-Canada

L'Œil d'or
- Sandrine Bonnaire, nữ diễn viên và đạo diễn điện ảnh người Pháp, chủ tịch ban giám khảo.[13]
- Lorenzo Codelli, nhà phê bình điện ảnh người Ý
- Dror Moreh, đạo diễn điện ảnh người Israel
- Thom Powers, lập trình viên và đạo diễn liên hoan phim người Mỹ.
- Lucy Walker, đạo diễn điện ảnh người Anh.

Queer Palm
- Travis Mathews, đạo diễn điện ảnh người Mỹ, chủ tịch ban giám khảo.[14]
- Yair Hochner, đạo diễn điện ảnh người Israel/nhà sáng lập và chỉ đạo nghệ thuật của TLVFest
- Paz Lazaro, lập trình viên điện ảnh người Tây Ban Nha
- Lidia Leber Terki, đạo diễn điện ảnh người Pháp
- Didier Roth-Bettoni, nhà báo và nhà sử học điện ảnh người Pháp.

## Danh sách tranh cử

### Tranh cử chính
Các bộ phim nằm trong phần tranh cử chính cho danh hiệu Cành cọ vàng được công bố trong một buổi họp báo diễn ra vào ngày 13 tháng 4 năm 2017. Tác phẩm giành chiến thắng được in nổi.
| Tựa tiếng Anh                             | Tựa gốc                                   | Đạo diễn             | quốc gia sản xuất                                  |
| ----------------------------------------- | ----------------------------------------- | -------------------- | -------------------------------------------------- |
| Amant Double                              | L'Amant double                            | François Ozon        | Pháp                                               |
| The Beguiled                              | The Beguiled                              | Sofia Coppola        | Mỹ                                                 |
| BPM (Beats per Minute) (QP)               | 120 battements par minute                 | Robin Campillo       | Pháp                                               |
| The Day After                             | 그 후 / Geu-hu                            | Hong Sang-soo        | Hàn Quốc                                           |
| A Gentle Creature                         | Кроткая / Krotkaya                        | Sergei Loznitsa      | Pháp, Ukraine, Đức, Latvia, Lithuania, Hà Lan, Nga |
| Good Time                                 | Good Time                                 | Joshua và Ben Safdie | Mỹ                                                 |
| Happy End                                 | Happy End                                 | Michael Haneke       | Pháp, Đức, Áo                                      |
| In the Fade                               | Aus dem Nichts                            | Fatih Akin           | Đức                                                |
| Jupiter's Moon                            | Jupiter holdja                            | Kornél Mundruczó     | Hungary                                            |
| The Killing of a Sacred Deer              | The Killing of a Sacred Deer              | Yorgos Lanthimos     | Ireland, Anh Quốc, Mỹ                              |
| Loveless                                  | Нелюбовь / Nelyubov                       | Andrey Zvyagintsev   | Nga                                                |
| The Meyerowitz Stories (New and Selected) | The Meyerowitz Stories (New and Selected) | Noah Baumbach        | Mỹ                                                 |
| Okja                                      | 옥자 / Okja                               | Bong Joon-ho         | Hàn Quốc, Mỹ                                       |
| Radiance                                  | 光 / Hikari                               | Naomi Kawase         | Nhật, Pháp                                         |
| Redoubtable                               | Le Redoutable                             | Michel Hazanavicius  | Pháp                                               |
| Rodin                                     | Rodin                                     | Jacques Doillon      | Pháp, Bỉ                                           |
| The Square                                | The Square                                | Ruben Östlund        | Thụy Điển, Đức, Pháp, Đan Mạch                     |
| Wonderstruck                              | Wonderstruck                              | Todd Haynes          | Mỹ                                                 |
| You Were Never Really Here                | You Were Never Really Here                | Lynne Ramsay         | Anh Quốc, Mỹ, Pháp                                 |

(QP) chỉ phim đủ điều kiện tranh cử Queer Palm.

## Kết quả

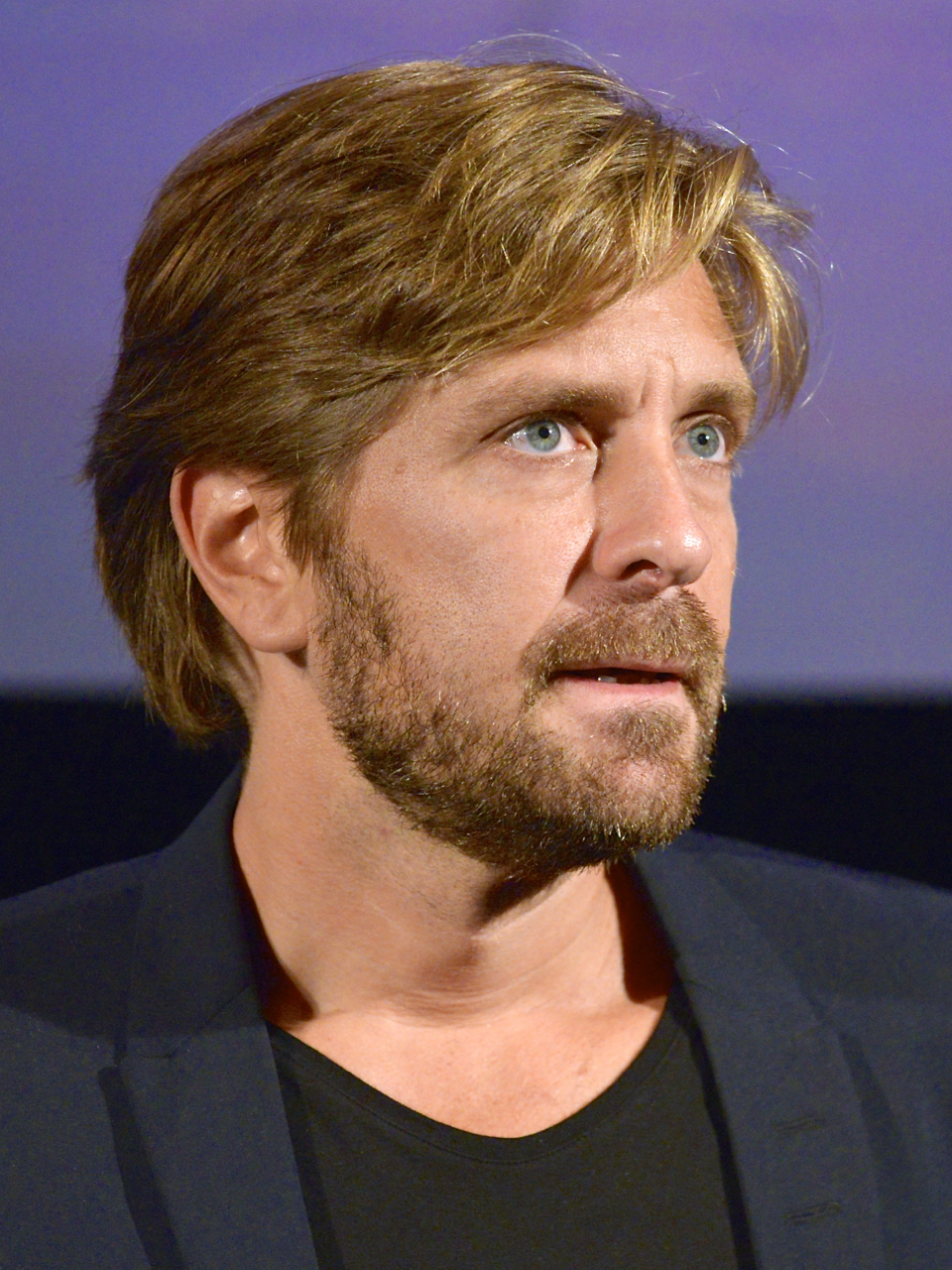
Ruben Östlund, chủ nhân Cành cọ vàng 2017

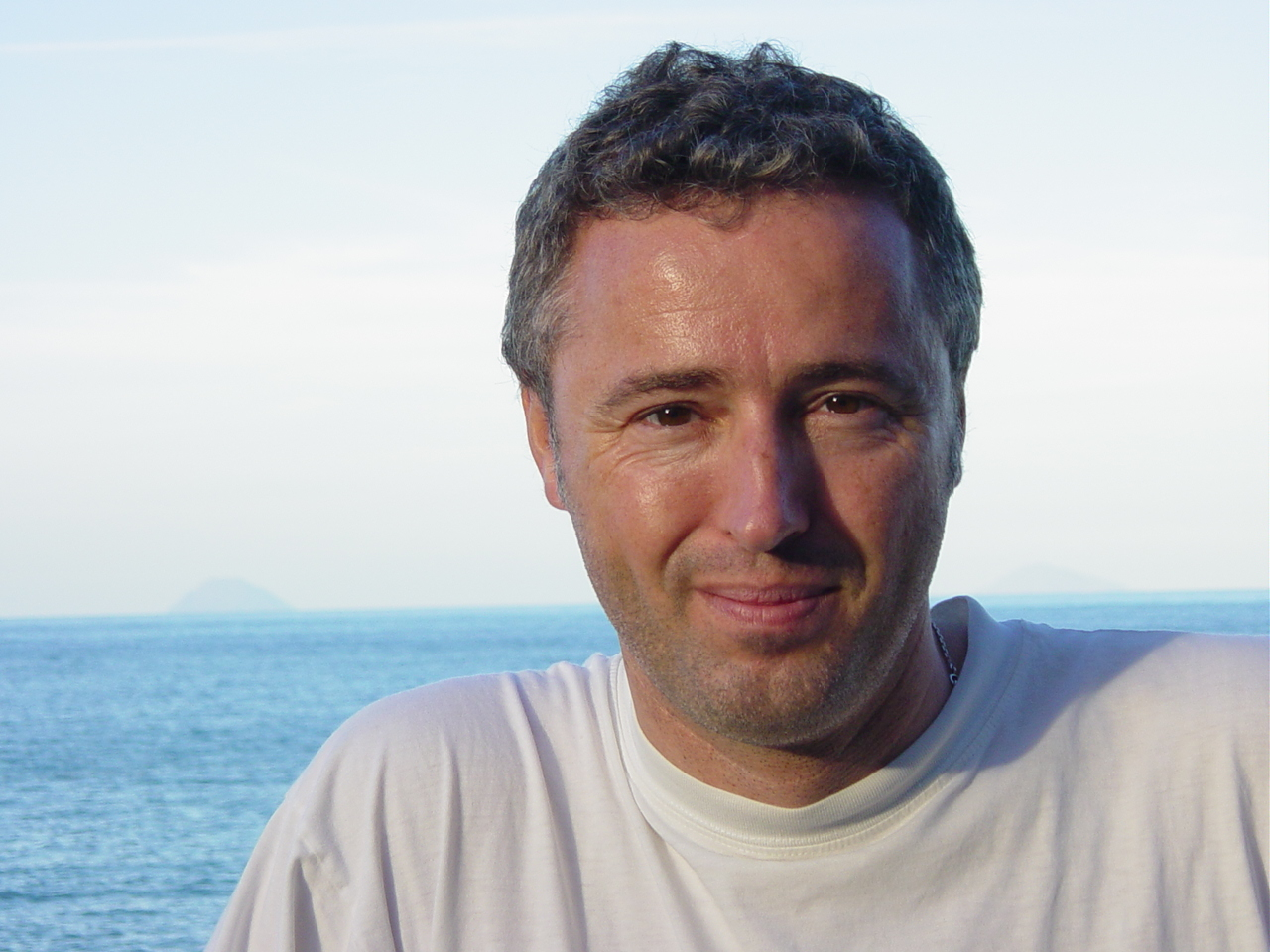
Robin Campillo, chủ nhân giải thưởng lớn.

### Giải thưởng chính thức
Tranh cử chính
- Cành cọ vàng: The Square của Ruben Östlund
- Giải thưởng lớn: BPM (Beats per Minute) của Robin Campillo
- Giải của Ban Giám khảo: Loveless của Andrey Zvyagintsev
- Đạo diễn xuất sắc nhất: Sofia Coppola cho The Beguiled
- Kịch bản hay nhất:
  - Yorgos Lanthimos và Efthymis Filippou cho The Killing of a Sacred Deer
  - Lynne Ramsay cho You Were Never Really Here
- Nữ diễn viên xuất sắc nhất: Diane Kruger cho In the Fade
- Nam diễn viên xuất sắc nhất: Joaquin Phoenix cho You Were Never Really Here
- Giải kỉ niệm 70 năm: Nicole Kidman
- Cành cọ vàng danh dự:[18] Jeffrey Katzenberg

Un Certain Regard
- Giải Un Certain Regard: A Man of Integrity của Mohammad Rasoulof
- Giải Un Certain Regard của ban giám khảo: April's Daughter của Michel Franco
- Giải Un Certain Regard cho đạo diễn xuất sắc nhất: Taylor Sheridan cho Vùng đất tử thần
- Giải Un Certain Regard của ban giám khảo cho diễn xuất xuất sắc nhất: Jasmine Trinca cho Fortunata
- Giải thơ trong điện ảnh: Barbara của Mathieu Amalric

Cinéfondation
- Giải đầu tiên: Paul Is Here của Valentina Maurel
- Giải thứ hai: Animal của Bahman và Bahram Ark
- Giải thứ ba: Two Youths Died của Tommaso Usberti

Máy quay vàng
- Máy quay vàng: Montparnasse Bienvenue của Léonor Sérraille

Phim ngắn
- Cành cọ vàng phim ngắn: A Gentle Night của Qiu Yang
- Trao tặng đặc biệt: The Ceiling của Teppo Airaksinen